# Bastian Brinkmann
Bastian Brinkmann (* 1988 in Nordrhein-Westfalen) ist ein deutscher Journalist und Autor.

## Leben und Arbeit
Bastian Brinkmann wurde in Nordrhein-Westfalen geboren und wuchs bei Berlin auf. Er besuchte die Kölner Journalistenschule und studierte Volkswirtschaftslehre und Politikwissenschaft an der Universität zu Köln sowie in Südkorea.
Seit Januar 2012 ist er Redakteur für Süddeutsche.de, der Online-Version der Süddeutschen Zeitung. Er arbeitete an den investigativen Recherchen Offshore-Leaks über dubiose Geschäfte in Steueroasen und „Geheimer Krieg“ über Deutschlands Rolle im US-Krieg gegen den Terror mit. Im Juni 2021 war er stellvertretender Ressortleiter Wirtschaft.

## Werke
- Die geprellte Gesellschaft. Warum wir uns mit der Steuerflucht von Reichen und Konzernen nicht abfinden dürfen.[4] DVA, 2014[5]

## Auszeichnungen
- 2016: Ernst-Schneider-Preis für Swiss-Leaks[6]
- 2015: Deutscher Journalistenpreis für Luxemburg-Leaks und Swiss-Leaks[7]
- 2014: „55 Macher von Morgen“ vom Wirtschaftsjournalist[8]
- 2014: Alternativer Medienpreis für GeheimerKrieg.de
- 2013: Helmut-Schmidt-Journalistenpreis mit Christoph Giesen, Frederik Obermaier und Bastian Obermayer für Offshore-Leaks[9]
- 2013: Mitglied der „Redaktion des Jahres“ des Medium Magazins, für die Kooperation von NDR und SZ bei den Recherchen zu Offshore-Leaks und „Geheimer Krieg“[10]
- 2013: Journalistenpreis Informatik der Universität des Saarlandes und der Staatskanzlei des Saarlandes für den Artikel Spam vom Staat über die deutsche Firma, die den umstrittenen Trojaner FinFisher programmiert[11]
- 2012: Top 30 unter 30 des Medium Magazins[12]